# Suçatı
Suçatı (kurd. Gerran) ist ein Dorf im Landkreis Karlıova der türkischen Provinz Bingöl. Suçatı liegt in Ostanatolien auf 1830 m über dem Meeresspiegel, ca. 21 km nordwestlich von Karlıova.
Der Name Gerran ist beim Katasteramt registriert.
1985 lebten 476 Menschen in Suçatı. 2009 hatte die Ortschaft 522 Einwohner.
Zwei Kilometer nördlich des Dorfes finden sich Reste eines urartäischen Friedhofs.